# André Bavua Ntinu
André Bavua Ntinu, född 22 mars 1939,[källa behövs] död 5 oktober 2013 i Mbanza-Ngungu i Kongo-Central i Kongo-Kinshasa, var en kongolesisk kampsportutövare och initiativtagare till japansk kampsport (karate och judo) i Kongo-Kinshasa. Han var känd som Bavua Ntinu Decantor. Bavua Ntinu grundade och ledde också den andliga organisationen Puissance spirituelle du verbe (PSV).